# Mops
För fladdermussläktet, se Mops (släkte).
Mops är en hundras från Storbritannien men med ett historiskt ursprung i Kina. Den är en dvärghund av molossertyp och sällskapshund. I en undersökning 2012–2013 utnämndes mopsen till en av världens tjugo populäraste hundraser.

## Historia

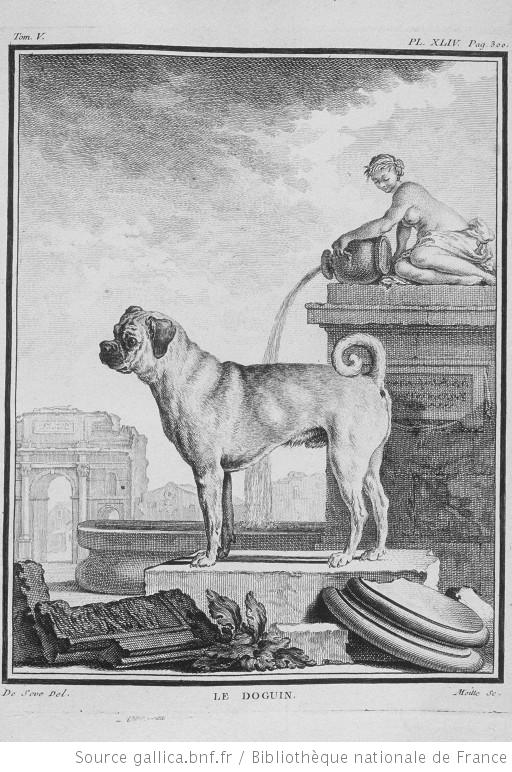
En mops (doguin) från Georges-Louis Leclerc de Buffons (1707-1788) stora naturalhistoria från mitten av 1700-talet.

Den fokliga kinesiska happahunden kom med nederländska skepp till Europa  på 1500-talet. Enligt en legend varnade en mops Nederländernas ståthållare Vilhelm av Oranien för spanska trupper.[källa behövs] Det var under Vilhelm av Oraniens regenttid som mopsen blev nederländska hovhundar. När hans sonson Vilhelm III (1650-1702) blev kung av England 1689 tog han med sig hundarna dit. Så sent som under 1880-talet importerades nya mopsar från Kina. Mopsen deltog på hundutställning första gången 1861 och rasklubben bildades 1883.
I Sverige har mopsen funnits sedan 1600-talet. Den omnämns 1753 av Carl von Linné i dennes Cynographia eller Beskrifvning om Hunden och är omsjungen i Carl Michael Bellmans Fredmans epistlar nr 39, Storm och böljor tystna ren.

### Etymologi
Hundrasen är i europeiska språk under flera olika namn. Det svenska mops kommer av nederländskans mopshond (egentligen: 'hund med platt nos', relaterat till lågtyska moppen, 'se sur ut'), och den namngivningen har även kommit att bli förhärskande i övriga språk i Central-, Nord- och Östeuropa. Detta inkluderar (förutom svenska) bokmål, nynorska, danska, finska (mopsi), tyska, polska, tjeckiska, slovakiska, ungerska (mopsz), rumänska, makedonska, slovenska, ukrainska och ryska.
I engelska språket är dock rasen benämnd pug (alternativt Dutch Mastiff, 'Nederländsk mastiff'). Denna miniatyrhundstyp var populär inom det engelska hovet under 1500- och 1600-talen, och mopsen kom även att genom korsning bidra till king charles spaniels moderna utseende. Denna fick sitt namn genom likheten med de dvärghundar – mopsar – som Karl II av England (kung 1660–85) omgav sig med. Engelskans pug kommer från det tidigare pug-dog (1749), där pug (relaterat till alvfiguren Pucks namn) i äldre tid betydde vätte eller alv. Engelskans pug har även kommit att bli det vanligaste namnet för hunden i bland annat portugisiska, spanska och turkiska.
I ett antal sydeuropeiska språk är istället carlino (med varianter) standardnamnet på rasen. Detta har dock ingen koppling till den kung (se ovan) som gav namn åt den snarliknande king charles spaniel. Istället kommer namnet från Carlo Bertinazzi, en italiensk skådespelare verksam på Théatre Italien de Paris i mitten av 1700-talet. Han var sin tids mest kända uttolkare av rollfiguren Harlekin. Bertinazzis Harlequin bar svart mask, och likheten med hundrasens svarta ansiktsmask gjorde att hunden på franska gavs namnet carlin. Franskans namn har även kommit att spridas till italienska (carlino) och katalanska (carlí), samt även i någon mån spanska (carlino).

## Egenskaper
Enligt rasstandarden skall den vara intelligent, glad och livlig.

## Utseende

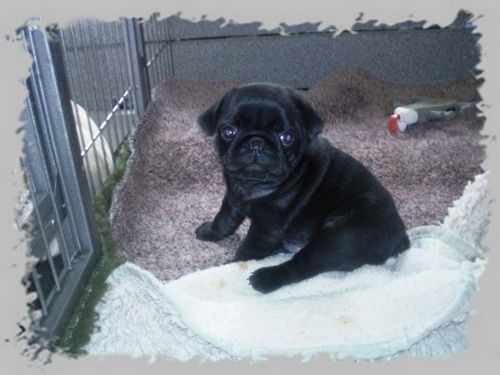
Svart mopsvalp.

Mops är en trubbnosig (brakycefal) hundras på grund av att man har avlat på ärftliga defekter så att hundarnas skallben blivit kortare än normalt.
Mopsen är en liten hund och dess idealvikt ligger mellan 6,3 och 8,1 kg. Idag är det dock inte ovanligt för större hannar att väga 10–11 kg. Mopsen är en kvadratisk och kompakt hund som karaktiseras av en soliditet i formen, väl samlade proportioner och mycket hårda och välutvecklade muskler. Färgen är silver, aprikos, gulgrå eller svart. Färgen är klar och för kontrastens skull finns en kolsvart rand längs ryggraden, svarta öron och svart mask. Huvudet är stort, runt och massivt. Nospartiet är mycket kort, trubbigt, fyrkantigt men inte uppnäst. Stora och djupa rynkor. Svansen är ringlad så fast som möjligt över höften, helst dubbelringlad. Mankhöjden är cirka 30 cm och vikten mellan 6 och 8 kg.

## Hälsa
Kritik har riktats mot inavel och utseendefixering inom mopsaveln som kan ge hundarna allvarliga hälsoproblem. Formen på huvudet, med den korta, intryckta, nosen leder till andnings- och ögonproblem. Andningsproblemen leder lätt till dålig kondition och övervikt samt gör mopsen känslig för värmeslag då den har svårt att reglera kroppstemperaturen genom att flämta. Nästan hälften av hundarna drabbas av ögonskador och andra ögonproblem, såsom ögoninflammationer och torra ögon på grund av ögonens utsatta läge. Mopsar drabbas även av neurologiska sjukdomar. Pug dog encephalitis (PDE) är en immunmedierad sjukdom som drabbar hjärnan. Symtomen vid PDE utvecklas i regel snabbt med epileptiska krampanfall, förändrad medvetandegrad, beteendeförändringar, tvångsmässigt cirklande, avvikande rörelser och nedsatt syn. Diagnosen ställs utifrån kliniska symtom, magnetkameraundersökning och ryggmärgsvätskeprov. Vingliga mopsar är ett vanligt problem och drabbade hundar kallas ofta "vingelmopsar". Symtomen med svaghet och ostadighet i bakkroppen är tilltagande och efterhand utvecklas inkontinens. Symtom orsakas av en omfattande fokal fibros (bindväv) i ryggmärgshinnorna, ibland ses åtföljande divertikelbildning av ryggmärgshinnorna. I majoriteten av fallen åtföljs fibrosen i ryggmärgshinnorna av en intilliggande kotkroppsförändring, hemivertebrae eller underutvecklad facettled.

## Problem med smuggelvalpar
Rasen har i Sverige varit föremål för viss smuggelverksamhet. Jordbruksverket har med anledning av denna verksamhet lagt ut råd till valpköpare för hur de kan undvika att köpa smugglade valpar av misstag .